# Ульріх фон Брокдорф-Ранцау
Граф Ульріх фон Брокдорф-Ранцау (нім. Ulrich von Brockdorff-Rantzau; 29 травня 1869, Шлезвіг — 8 вересня 1928, Берлін) — німецький дипломат, міністр закордонних справ Німеччині в 1919 році, перший міністр закордонних справ Веймарської республіки. Посол Німеччини в СРСР в 1922–1928 роках.

## Біографія
Народився 29 травня 1869 року в Шлезвізі. Виходець із старовинної дворянської сім'ї, Ульріх фон Брокдорф-Ранцау вивчав юриспруденцію в Невшательському університеті та Фрайбурзькому. В 1891–1893 роках служив у прусській армії, після чого в 1894 році розпочав дипломатичну кар'єру в Брюсселі. Потім служив у Відні та Будапешті. З 1912 року служив в Данії в ранзі посланника.
З лютого 1918 року граф Брокдорф-Ранцау державний секретар (а з лютого 1919 року рейхсміністр закордонних справ Веймарської республіки в кабінеті Шайдемана. 20 червня 1919 року разом з іншими членами кабінету пішов у відставку, відмовившись підписати розцінений як «зрада Німеччині» Версальський договір.
У листопаді 1922 року Брокдорф-Ранцау вступив на посаду посла Німеччини в СРСР. У своїй діяльності він прагнув налагодити хороші відносини між Німеччиною і СРСР і при цьому уникнути тісного зближення двох країн. Він рішуче противився військової співпраці з Росією, що послужило причиною його конфлікту з армійською верхівкою Німеччини. Граф Брокдорф-Ранцау зробив значний внесок у підписання в 1926 році договору про ненапад і нейтралітет між Веймарською республікою та СРСР. Граф Брокдорф-Ранцау помер раптово в Берліні.